# TikTok
TikTok, conosciuto anche come Douyin (抖音S, DǒuyīnP) in Cina, è una piattaforma di condivisione video cinese lanciata il 20 settembre 2016, inizialmente con il nome musical.ly.
Attraverso l'app, gli utenti possono creare brevi clip di durata variabile ed eventualmente modificare la velocità di riproduzione, aggiungere filtri, effetti particolari e suoni ai loro video. In Cina l'applicazione è diversa rispetto a quella pubblicata in Occidente ed è più sviluppata, integrando anche funzioni per l'Internet marketing.

## Storia
Musical.ly Inc. è stata fondata in Cina da Aleix Zhu e Luyu Yang. Prima di lanciare musical.ly, i due hanno creato un social network a scopo educativo, in cui gli utenti potevano imparare ed insegnare diverse materie mediante brevi video fino ai 5 minuti. Tuttavia, pur avendo trovato degli investitori disposti a investire nel progetto, la piattaforma non ebbe successo, così i due sviluppatori decisero di cambiare target e di puntare sugli adolescenti. L'idea iniziale era di creare una piattaforma che unisse musica e video in un social network. La prima versione di musical.ly è stata lanciata ufficialmente nell'agosto 2014.
Il 24 luglio 2016 musical.ly ha lanciato live.ly, una piattaforma per lo streaming video in diretta.
A settembre 2017, musical.ly ha iniziato ad espandersi in altri paesi. Nel novembre 2017 l'azienda cinese ByteDance, sviluppatrice fra tanti dell'aggregatore di notizie Toutiao, ha acquistato musical.ly per una cifra intorno ai 750 milioni di euro. Il 2 agosto 2018 ByteDance fonde la sua piattaforma chiamata anch'essa TikTok (controparte internazionale dell'originale Douyin) con musical.ly, rinominandosi in TikTok al fine di allargare la base utenti. Gli utenti che utilizzano la piattaforma di TikTok sono noti come TikToker. Ad agosto 2020 TikTok, escluso Douyin, ha superato 1 miliardo di utenti in tutto il mondo in meno di quattro anni. Ad aprile 2020 Douyin ha circa 500 milioni di utenti attivi mensilmente. Nel 2023, TikTok ha 1,58 miliardi di utenti.

## Descrizione e funzionamento
L'homepage dell'applicazione è composta dalla pagina "Per Te", dove l'utente, scorrendo verso il basso, trova contenuti di qualsiasi tipo selezionati in base alla sua attività. Vi è poi una pagina riservata ai creators seguiti e una sezione dedicata ai contenuti trasmessi dal vivo ("TikTok LIVE!"). Gli utenti sono in grado di mettere "mi piace" ai video, commentarli, condividerli, salvarli nei preferiti o ripubblicarli, in questo caso saranno visibili sul profilo utente pubblicamente. La sezione preferiti non si limita solo ai video, ma anche ad effetti (filtri), prodotti degli utenti, tag di luoghi, playlist di video, Tocca a Te (un sistema dove un utente pubblica una domanda e altri possono rispondere attraverso video), hashtag e altro materiale. Tra gli utenti è poi possibile seguirsi e contrassegnarsi come amici, permettendo di visualizzarsi i contenuti più facilmente, nell'apposita sezione.
È presente una barra di ricerca che permette la ricerca di individuali video applicando anche filtri di ricerca. Esiste anche (sebbene sia opzionale e può essere nascosta dall'utente) la pagina STEM, dedicata a scienza e matematica.
Gli utenti possono caricare video della durata di massimo 60 minuti dopo l'ultimo aggiornamento (ma generalmente non eccedono i 10 minuti), e aggiungere canzoni, suoni o voci da doppiare. Musical.ly permetteva anche di creare filmati più brevi, chiamati "momenti live", che sono essenzialmente GIF animate con musica di sottofondo, e su TikTok è possibile attraverso gli Sticker ma solo nella messaggistica istantanea. Musical.ly aveva infatti una funzione di messaggistica istantanea tra gli utenti chiamata direct.ly che è arrivata anche su TikTok: tuttavia, è necessario che i due utenti diventino amici per scriversi privatamente.
Oltre ai video, gli utenti possono pubblicare slideshow di più immagini fino a un limite di 35 o singole immagini, che saranno contate come video di 15 secondi, paragrafi di testo, live-streaming in diretta e stories, che sono archiviate dopo 24 ore.
L'applicazione TikTok permette agli utenti di accelerare, rallentare o modificare mediante un filtro il suono o la musica di sottofondo, selezionabili all'interno di una vasta gamma di generi musicali. Tramite un'opzione dedicata, chiamata Stitch, è possibile registrare audio e video della propria reazione mentre la clip viene visualizzata sullo smartphone, mentre l'opzione "duetto" permette di condividere le videoriprese di due terminali mobili in un unico video.
L'applicazione consente agli utenti di configurare i propri account come "privato". Il contenuto di questi account rimane a disposizione di TikTok, ma è visualizzabile solamente dagli utenti autorizzati dal titolare.
C’è anche la possibilità di rendere il proprio profilo pubblico: in questo caso, il profilo sarà visibile anche agli altri utenti, quindi non solo gli amici, a differenza di un profilo privato.
TikTok utilizza l'intelligenza artificiale per analizzare gli interessi e le preferenze manifestate dagli utenti dell'applicazione, in modo tale da poter personalizzare singolarmente i contenuti ad essi proposti.
TikTok permette ai propri utenti di monetizzare i loro contenuti, permettendo ai ‘creator’ di essere sponsorizzati da altre aziende, produrre pubblicità per loro o vendere loro prodotti direttamente sull'app, tutto questo purché venga rispettata una rigida lista di prerequisiti tra cui l'attivazione dell'account business.
Su TikTok è presente un sistema di valute virtuali a pagamento (TikTok Coins), che possono essere utilizzati per accedere servizi od oggetti riservati. Possono essere utilizzati per fare donazioni agli utenti quando questi ultimi sono in live streaming.
Il formato video e il giovane bacino di utenti fanno di Tiktok un potente strumento di influencer marketing.
TikTok è in continuo aggiornamento, e vengono aggiunte nuove funzionalità molto spesso, ad esempio: le chat di gruppo tra amici, le streaks (ovvero quanto è attiva una chat), la possibilità di pubblicare immagini nei commenti e altri – attualmente non sono disponibili in ogni parte del mondo.

### Prodotti correlati
- TikTok Studio (2024– )

Chiamata anche LIVE Studio, è un'applicazione riservata ai content creator dove possono controllare l'andamento dei loro contenuti, editing, monetizzazione dei contenuti e la gestione dei commenti. Vi è anche un feed per permettere ai creators per essere ispirati. Prima che fosse sviluppato gli utenti potevano accedere alla panoramica del loro account direttamente da TikTok stesso.
- TikTok Now (2022–2023)

Ispirata all'applicazione BeReal, aveva un funzionamento simile a TikTok, con la differenza che ogni giorno sarà chiesto agli utenti di girare un video di 10 secondi per mostrare ciò che stanno facendo in quel momento. L'applicazione è stata chiusa dopo un anno di attività per scarso interesse.
- TikTok Notes (2024– )

Attualmente l'applicazione più recente, non essendo ancora disponibile in tutto il mondo, dove possono essere pubblicate solo fotografie con una didascalia e un titolo.
- TikTok Music (2023–2024)

TikTok Music era un servizio che permetteva di ascoltare, scaricare e condividere musica in streaming, in modo simile a Spotify.
L'applicazione è durata poco, venendo interrotta a seguito di una disputa tra TikTok e Universal Music Group, che per un po' di tempo ebbe effetto anche su TikTok stesso; il problema venne poi risolto ma TikTok Music venne comunque abbandonato.
TikTok è poi compatibile con altri servizi di ByteDance, come Symphony, che permette la traduzione di contenuti da una lingua all'altra mediante l'intelligenza artificiale ed Effect House, che permette la creazione di filtri personali e altro. Molto spesso TikTok collabora con aziende ed organizza eventi come il TikTok World, dove sono presentate le ultime notizie sull'applicazione, e i TikTok Creator Awards, dove si premiano i migliori creators.

## Società
La società di TikTok (denominata TikTok Ltd.) ha due quartieri generali a Singapore e Los Angeles, mentre presenta filiali e sussidiarie in giro per il mondo come in Australia, Regno Unito, Unione europea, India, Sud-est asiatico e le isole Cayman. TikTok Ltd. è poi di proprietà di ByteDance, con base a Beijing, che ha potere parziale sull'applicazione e presenta una commissione interna collegata direttamente al partito popolare Cinese.
L'attuale amministratore delegato è Shou Zi Chew dal 2021 (anche direttore operativo di ByteDance dal 2020 e direttore finanziario nel 2021), mentre il direttore operativo di TikTok è Adam Presser dal 2023.
Amministratori delegati
- Zhang Yiming (2017–2020)
- Kevin Mayer (2020–2020)
- Vanessa Pappas (2020–2021) ad interim
- Shou Zi Chew (2021– )

Direttori operativi
- Vanessa Pappas (2021–2023)
- Adam Presser (2023– )

## Pericoli dell'applicazione
TikTok, una delle piattaforme social più popolari, specialmente tra i giovani, sta affrontando una serie di critiche e preoccupazioni riguardanti la sicurezza e la privacy dei suoi utenti. Queste preoccupazioni si originano principalmente dalle leggi cinesi, che obbligano le aziende, inclusa ByteDance, la società madre di TikTok, a collaborare con il governo cinese. Questo aspetto ha sollevato timori negli Stati Uniti e in altri paesi riguardo alla possibilità che TikTok possa condividere dati degli utenti con il governo cinese.

### Censura e disinformazione
Uno dei principali problemi associati a TikTok è la censura e la disinformazione. La piattaforma è stata accusata di censurare contenuti che non sono in linea con le direttive del governo cinese, comprese le informazioni sulle proteste di Hong Kong e altri temi sensibili. Inoltre, l'algoritmo di TikTok potrebbe potenzialmente essere utilizzato per diffondere disinformazione, influenzando l'opinione pubblica su argomenti critici. Su TikTok un grande problema è composto dalla presenza di gruppi di estrema destra di tipo neonazista che diffondono propaganda e incitamento all'odio; TikTok non sembra occuparsi di tali video, sebbene siano contenuti condannati nel suo regolamento.

### Sicurezza dei dati e privacy
Il modello di business di TikTok si basa sulla raccolta e analisi dei dati degli utenti, che include interessi, preferenze e comportamenti di navigazione. Questo solleva preoccupazioni sulla privacy, specialmente considerando che TikTok ha accesso a una vasta quantità di informazioni personali. La questione diventa ancora più delicata alla luce delle leggi cinesi, che potrebbero obbligare ByteDance a condividere i dati raccolti con il governo.

Il 2 luglio 2020, a seguito di analisi di reverse engineering dell'applicazione da parte di un utente di Reddit, il gruppo di hacktivisti Anonymous denuncia la pericolosità dell'app identificandola come un vero e proprio malware controllato dal governo cinese con l'obiettivo di spiare l'utenza. Anonymous, successivamente, ha invitato l'opinione pubblica a disinstallare l'applicazione:

### Rischi per i giovani utenti
Il pubblico di TikTok è composto in gran parte da adolescenti e giovani adulti, rendendo la piattaforma particolarmente vulnerabile a questioni legate alla sicurezza online come il cyberbullismo, la pedofilia e l'incitamento a comportamenti pericolosi. TikTok si è trovato sotto scrutinio per la presunta facilità con cui contenuti dannosi o inappropriati possono raggiungere gli utenti più giovani. Un esempio clamoroso è avvenuto il 22 dicembre 2023, quando per l'intera giornata la moderazione dell'applicazione rimase inattiva, permettendo agli utenti di postare contenuti inappropriati, pornografici e violenti, senza iniziali ripercussioni.
TikTok è noto anche perché abbassa la soglia di attenzione delle nuove generazioni, ormai praticamente inesistente, creando una sorta di dipendenza dall'app.

### Conflitti con normative internazionali
Le operazioni globali di TikTok hanno portato l'azienda a confrontarsi con le leggi e le normative di diversi paesi. In alcuni casi, ciò ha portato a bandire o limitare l'uso della piattaforma in specifiche regioni, come l'India, a causa di preoccupazioni legate alla sicurezza nazionale, alla privacy e alla protezione dei minori.

### Reputazione dell'applicazione e degli utenti

#### Impatto culturale
TikTok è diventato un fenomeno globale, in particolare tra gli adolescenti e i bambini. Questa piattaforma permette agli utenti di creare e condividere brevi video musicali, montati con filtri ed effetti speciali per intrattenere il pubblico. Nonostante il suo successo, TikTok solleva preoccupazioni significative riguardo alla reputazione digitale dei suoi utenti a causa della facilità con cui possono essere diffusi contenuti imbarazzanti.
Noto in Cina come Douyin, è nato nel 2016 e ha visto un'esplosione di popolarità soprattutto tra la generazione Z e Alfa. Questi giovani utenti apprezzano la piattaforma per la sua capacità di offrire un intrattenimento veloce attraverso video musicali, parodie, e sketch comici. Con più di 12 milioni di video pubblicati quotidianamente da utenti di tutto il mondo, TikTok ha superato piattaforme come Instagram e Facebook per numero di download.
TikTok ha affrontato critiche per questioni legate alla privacy degli utenti e alla sicurezza nazionale, in particolare per il sospetto che possa essere utilizzato per la censura di contenuti politici sgraditi al governo cinese o per l'adescamento di minori. Questi problemi hanno portato a un'indagine formale negli Stati Uniti e a multe per la presenza di minori di 13 anni sulla piattaforma.
In Italia, il progetto Safer Internet Center nasce per informare, consigliare e assistere bambini e genitori. Safer Internet Center promuove strategie per rendere Internet un luogo più sicuro, con l'obiettivo di combattere i contenuti illegali nei confronti dei minori.

#### Social network e contenuti imbarazzanti
La condivisione di foto o video imbarazzanti su social network come TikTok può avere ripercussioni durature sulla reputazione online degli individui. Ogni contenuto pubblicato diventa accessibile al pubblico, aumentando il rischio di diffamazione o di furto d'identità. Inoltre, le cosiddette "Challenge" su TikTok espongono gli utenti, soprattutto i più giovani, a rischi fisici e reputazionali, i peggiori esempi includono la pericolosa Skullbreaker Challenge – dove una persona saltava e altre due la tiravano indietro facendola cadere; Devious Lick Challenge – che consisteva nel rubare oggetti dalla rispettiva scuola; Blackout Challenge – che consisteva nello smettere letteralmente di respirare e svenire. Queste Challenge hanno causato vittime, principalmente minori.

#### Rischi per la reputazione personale e lavorativa
La reputazione online di una persona è influenzata da ciò che condivide sui social media. Pubblicare contenuti compromettenti può avere conseguenze negative sulle opportunità lavorative, poiché molti recruiter esaminano i profili online dei candidati prima di prendere decisioni di assunzione. Una "web reputation" negativa può quindi risultare in un ostacolo significativo nel mondo del lavoro.

#### Difesa della reputazione personale
Per proteggere la propria reputazione digitale, è consigliabile moderare la quantità di informazioni personali condivise online ed evitare la pubblicazione di contenuti potenzialmente imbarazzanti o dannosi. Nel caso in cui si perdano il controllo di determinati contenuti e si desideri rimuoverli dai motori di ricerca, esistono professionisti e servizi specializzati, che possono assistere nella gestione dell'immagine online.

## Controversie
TikTok è stata accusata da vari governi, non soltanto occidentali, di essere un'arma cognitiva suscettibile di inebetire l'utenza, di promuovere valori antisociali e, in casi estremi, di istigare i più vulnerabili al suicidio. I motivi di cui sopra, che secondo alcuni esperti renderebbero l'applicazione «una super-operazione psicologica», hanno spinto un numero crescente di paesi a limitare o a vietare del tutto l'accesso della popolazione a TikTok .

### Africa

#### Somalia
In Somalia TikTok è vietato dal 24 agosto 2023, per ragioni legate alla sicurezza e alla morale pubblica.

### America

#### Stati Uniti
Da giugno 2020, Kevin Mayer è CEO di TikTok e COO della società madre ByteDance. In precedenza, è stato presidente di Walt Disney Direct-to-Consumer & International.
Il 7 luglio 2020, il segretario di Stato americano Mike Pompeo ha annunciato che il governo stava valutando la possibilità di vietare TikTok. In risposta, gli esperti hanno suggerito che il divieto proposto da Trump su TikTok potrebbe minacciare la libertà di parola e "costituire un precedente molto problematico" per vietare le app negli Stati Uniti. Gli esperti di tecnologia, alcuni dei quali hanno condotto il reverse engineering delle specifiche di raccolta dati dell'app, non hanno potuto verificare adeguatamente le affermazioni secondo cui i dati degli utenti raccolti da TikTok erano stati utilizzati o raccolti dal governo cinese; molti hanno notato che la quantità di dati raccolti era simile a quella raccolta dalle piattaforme di social media di origine americana e, in particolare, era comparativamente inferiore a quella raccolta da Facebook.
Il 3 agosto 2020, dopo l'annuncio che Microsoft era in trattative per l'acquisizione della società, il presidente degli Stati Uniti Donald Trump ha minacciato di vietare TikTok negli Stati Uniti a partire dal 15 settembre se i negoziati per l'acquisizione della società da parte di Microsoft o di un'altra società "molto americana" fossero falliti. Il 6 agosto, Trump ha firmato due ordini esecutivi che vietano le "transazioni" statunitensi con TikTok e WeChat alla sua società madre, ByteDance: ordini in vigore 45 giorni dopo la firma.
ByteDance, che inizialmente cercava di mantenere una partecipazione di minoranza in una vendita a un acquirente statunitense, ha accettato di cedere TikTok a titolo definitivo per impedire il divieto negli Stati Uniti. Un accordo preliminare per vendere la piattaforma a Microsoft è stato sottoposto al presidente Trump, in cui Microsoft si sarebbe anche occupata della gestione dei dati; i termini preliminari hanno permesso agli investitori americani nella piattaforma di acquisire eventualmente quote di minoranza nel post-vendita di TikTok. Il senatore della Carolina del Sud, Lindsey Graham, ha espresso il proprio sostegno alla proposta di Microsoft. In una dichiarazione video pubblicata su TikTok, il responsabile delle operazioni statunitensi Vanessa Pappas ha affermato che la società "non ha intenzione di andare da nessuna parte" e sta "costruendo l'app più sicura perché sappiamo che è quella la cosa giusta da fare".
Sempre ai primi di agosto il CEO di Microsoft, Satya Nadella, ha avuto un colloquio con Trump il quale ha poi deciso di sospendere per 45 giorni qualsiasi azione contro TikTok per consentire a ByteDance di raggiungere un accordo. Il 14 agosto 2020, Donald Trump ha emesso un nuovo ordine esecutivo che concede a ByteDance 90 giorni per vendere o scorporare la sua attività TikTok negli Stati Uniti. Nell'ordine, Trump ha affermato che ci sono "prove credibili" che lo portano a credere che ByteDance "potrebbe intraprendere azioni che minacciano di compromettere la sicurezza nazionale degli Stati Uniti".
Il 17 agosto 2020, Oracle è entrata nella corsa per acquisire le attività di TikTok negli Stati Uniti, Canada, Australia e Nuova Zelanda. Oracle ha lavorato con investitori statunitensi, tra cui General Atlantic e Sequoia Capital, che possiedono una partecipazione in TikTok. Nel frattempo TikTok ha annunciato che intende avviare un'azione legale per contestare le transazioni di divieto degli ordini.
Il 27 agosto 2020, dopo appena tre mesi, Kevin Mayer si dimette dall'incarico in seguito alle pressioni di Trump e all'accusa di essere al servizio di Pechino.
Il 30 dicembre 2022, durante l'amministrazione Biden, quest'ultimo ha firmato la No TikTok on Government Devices Act, che proibisce a chiunque sia parte della politica e amministrazione americana di scaricare l'applicazione, temendo che il governo cinese potesse accedere a informazioni riservate del governo, è stato poi esteso in altri paesi.
Il 13 marzo del 2024 venne approvata dalla Camera dei Rappresentanti e dal Senato Americano la Protecting Americans from Foreign Adversary Controlled Applications Act, una sospensione definitiva dell'applicazione nel paese a meno che ByteDance non si fosse fatta acquisire. TikTok invogliò i propri utenti americani a protestare e tentò di fare causa al governo americano di aver violato il I emendamento, ma la causa venne rigettata.

Il 19 gennaio 2025, termine ultimo per la messa al bando qualora non si fosse verificata l'acquisizione da parte di un'azienda americana, l'app è risultata inaccessibile per gli utenti del paese e rimossa dagli stores. Tuttavia, dopo circa 14 ore, il funzionamento è stato ripristinato con un messaggio sulla stessa piattaforma: «In accordo con i fornitori, stiamo ripristinando il servizio. Ringraziamo il presidente Trump per aver fatto la necessaria chiarezza e aver dato assicurazioni ai provider», sottolineando l'intenzione di «Lavorare con Trump per una soluzione di lungo termine che mantenga TikTok negli Stati Uniti». Il 20 gennaio 2025 il CEO di TikTok, Shou Zi Chew, ha infatti partecipato all'insediamento del nuovo Presidente occupando una posizione d'onore sul palco degli invitati. Il presidente Trump, nella stessa giornata, ha emanato un ordine esecutivo per sospendere temporaneamente il bando su TikTok per 75 giorni, in attesa di una risoluzione definitiva (la nuova scadenza essendo il 5 aprile). Trump, nei giorni successivi, si è inoltre dichiarato aperto all'acquisto della piattaforma da parte di Elon Musk, che lo ha appoggiato durante la campagna elettorale fino a ricoprire un ruolo nella nuova amministrazione. L'app è rimasta non disponibile su Google Play e Apple Store fino al 14 febbraio 2025.

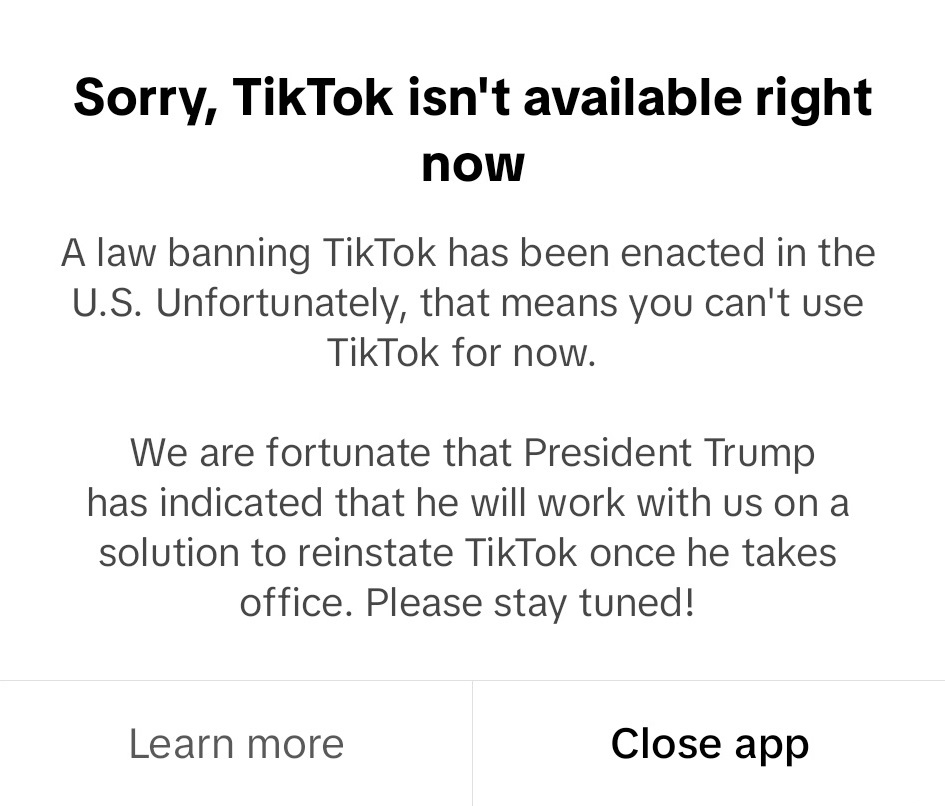
Messaggio di errore mostrato agli utenti americani il giorno della messa al bando.
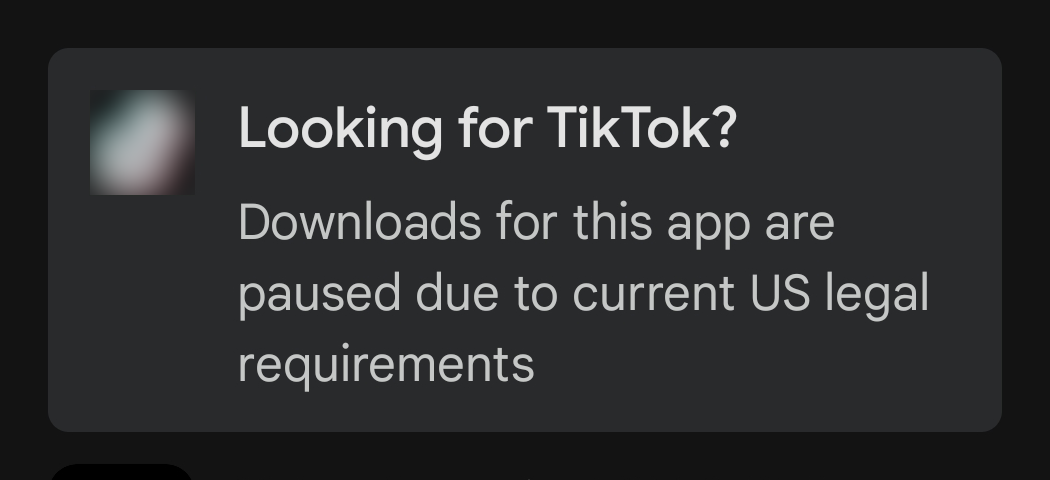
Messaggio mostrato agli utenti americani in caso cercassero l'app sul Google Play Store.
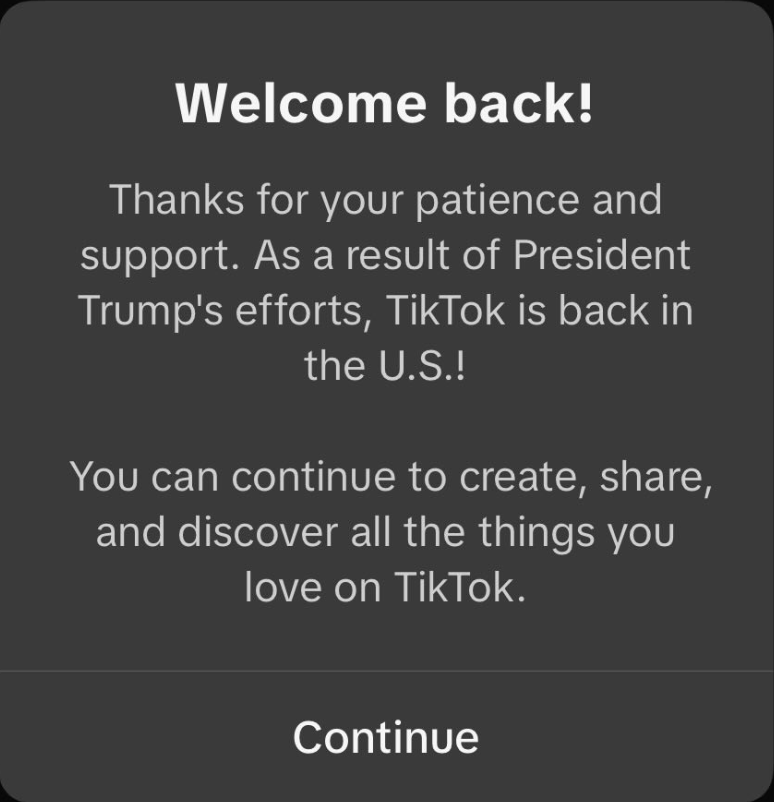
Ringraziamento mostrato agli utenti americani dopo il ristabilimento dell'applicazione.

### Asia

#### India
Il 3 aprile 2019, l'Alta Corte di Madras aveva chiesto al governo indiano di vietare l'app, affermando che "incoraggia la pornografia" e mostra "contenuti inappropriati". La Corte ha anche osservato che i minori di 18 anni che utilizzano l'app rischiano di essere presi di mira dai predatori sessuali. Il tribunale ha inoltre chiesto ai media televisivi di non trasmettere nessuno di quei video dall'app. Il portavoce di TikTok ha affermato di rispettare le leggi locali e di attendere la copia dell'ordine del tribunale prima di agire. Il 17 aprile, sia Google che Apple hanno rimosso TikTok dai loro rispettivi negozi di app (Google Play e App Store). Poiché il tribunale si è rifiutato di riconsiderare il divieto, la società ha dichiarato di aver rimosso oltre 6 milioni di video che violavano le loro norme e linee guida sui contenuti.
Il 25 aprile 2019, il divieto è stato revocato dopo che l'Alta Corte di Madras ha annullato il suo ordine, a seguito di un appello dello sviluppatore di TikTok Bytedance Technology. Il divieto di TikTok in India potrebbe essere costato all'app 15 milioni di nuovi utenti.
Il 29 giugno 2020, il Ministero dell'elettronica e della tecnologia dell'informazione ha bandito TikTok insieme ad altre 58 app cinesi perché rappresentano una minaccia alla sovranità e alla sicurezza del paese dopo lo scontro militare tra truppe indiane e cinesi in un territorio conteso lungo il confine condiviso in Ladakh.
Il governo indiano ha affermato che la decisione di vietare le app è stata quella di proteggere i dati e la privacy dei suoi 1,3 miliardi di cittadini e di porre fine alla tecnologia che "rubava e trasmetteva di nascosto i dati degli utenti in modo non autorizzato a server al di fuori dell'India". Successivamente è stato anche riferito che la società madre di TikTok, Bytedance, ha subito una perdita di 6 miliardi di dollari a causa di questo divieto.

### Europa
A livello europeo è stata chiesta una task force contro i rischi del social cinese, perché è importante che i cittadini europei sappiano come vengano usati i dati caricati e se effettivamente vengano controllati dal governo centrale cinese.

#### Italia
Il 22 gennaio 2021 il Garante per la protezione dei dati personali ha disposto il blocco dell'uso dei dati degli utenti per i quali non sia stata accertata l'età anagrafica. La disposizione è stata emanata a seguito della morte di una bambina di 10 anni, avvenuta dopo la riproduzione di una sfida condivisa tra gli utenti della piattaforma che prevedeva il tentativo di soffocamento dell'utente tramite una cintura attorno al collo.

#### Regno Unito
Nel febbraio 2019, l'Information Commissioner's Office del Regno Unito ha avviato un'indagine su TikTok in seguito alla multa che ByteDance ha ricevuto dalla Federal Trade Commission (FTC) degli Stati Uniti. Parlando a una commissione parlamentare, il commissario per l'informazione Elizabeth Denham ha affermato che l'indagine si concentra sulle questioni della raccolta di dati privati, sul tipo di video raccolti e condivisi dai bambini online, così come sul sistema di messaggistica aperta della piattaforma che consente a qualunque adulto di messaggiare con qualunque bambino. Ha notato che l'azienda stava potenzialmente violando il regolamento generale sulla protezione dei dati (GDPR) che richiede all'azienda di fornire servizi diversi e diverse protezioni per i bambini.

## False attribuzioni
Su alcuni media italiani e su alcuni libri specialistici di economia compare la falsa attribuzione dell'origine in parte americana dell'app TikTok, ovvero la fusione tra una app americana come Musical.ly e un'app cinese che ha dato luogo all'attuale TikTok. L'attribuzione corretta è invece riportata ad esempio dall'investitore di Greylock Josh Elman: "[Musical.ly] È la prima azienda con sede in Cina, progettata in Cina, ma popolare negli Stati Uniti". Musical.ly è poi stata acquistata da un'altra azienda cinese per dare luogo all'attuale app TikTok. Una tesi di laurea ha riportato le tesi presenti nel libro di economia di Miconi e Gabino.

## Censura nel mondo

TikTok disponibile
TikTok precedentemente vietato per tutti gli utenti ma poi riabilitato
TikTok vietato sui dispositivi governativi
TikTok vietato per tutti gli utenti de iure, ma non applicato
TikTok non disponibile a causa della guerra (solo Russia)
TikTok vietato per tutti gli utenti de facto, ma senza una legge ufficiale
TikTok vietato per tutti gli utenti
TikTok non disponibile, perché rimpiazzato dalla sua versione originale (Douyin)
- Non mostrato: vietato sui dispositivi governativi dell'UE e della NATO
Dati aggiornati al 19 gennaio 2025

TikTok disponibile
     TikTok precedentemente vietato per tutti gli utenti ma poi riabilitato
     TikTok vietato sui dispositivi governativi
     TikTok vietato per tutti gli utenti de iure, ma non applicato
     TikTok non disponibile a causa della guerra (solo Russia)
     TikTok vietato per tutti gli utenti de facto, ma senza una legge ufficiale
     TikTok vietato per tutti gli utenti
     TikTok non disponibile, perché rimpiazzato dalla sua versione originale (Douyin)

### Douyin[86][87]
Douyin è stato lanciato da ByteDance nel settembre 2016, originariamente con il nome A.me, prima del re-branding in Douyin (抖音) nel dicembre 2016. Douyin è stato sviluppato in 200 giorni e in un anno ha avuto 100 milioni di utenti, con più di un miliardo di video visualizzati ogni giorno.
Sebbene TikTok e Douyin condividano un'interfaccia utente simile, le piattaforme funzionano separatamente. Douyin include una funzione di ricerca in-video in base ai volti delle persone, insieme ad altre funzionalità come l'acquisto, la prenotazione di hotel e la creazione di recensioni geo-taggate.
Al contrario della sua versione internazionale, inoltre, la versione cinese Douyin ha costruito un proprio ecosistema e-commerce. Basti solo pensare che in Cina l'app ha una sua rete di store virtuali e offre agli utenti un proprio sistema di pagamento online chiamato Douyin Pay.

## Contenuti vietati
TikTok vieta la pubblicazione di:
- Vendita di animali, tabacco, droghe, armi
- Materiale pornografico e nudità
- Casinò e giochi d’azzardo
- Truffe
- Materiale protetto da copyright
- Prodotti chimici pericolosi
- Servizi funebri
- Servizi abortivi
- Terrorismo, criminalità, minacce e contenuti violenti
- Molestie, bullismo e incitamento all'odio

Nonostante ciò, contenuti simili riescono comunque a finire sulla piattaforma, e nella maggior parte dei casi i contenuti vengono rimossi a seguito di segnalazioni da utenti.

## Lingue
All'espansione territoriale dell'applicazione è corrisposto anche un aumento delle lingue supportate, per riuscire ad attrarre un maggior numero di utenti. Dal 2019 TikTok è disponibile nelle seguenti lingue:
- arabo
- bengalese
- birmano
- cebuano
- cinese (semplificato e tradizionale),
- coreano
- francese
- giapponese
- giavanese
- gugiarati
- hindi
- indonesiano
- inglese
- italiano
- canarese
- malayalam
- malese
- marathi
- oriya
- punjabi
- polacco
- portoghese
- russo
- spagnolo
- svedese
- tagalog
- tailandese
- tamil
- tedesco
- telugu
- turco
- ucraino
- vietnamita